# Trilogia del cuore d'oro
La trilogia del cuore d'oro è una trilogia cinematografica scritta e diretta dal regista danese Lars von Trier che comprende i tre lungometraggi: Le onde del destino (1996), Idioti (1998) e Dancer in the Dark (2000).

## Caratteristiche comuni
I tre film non costituiscono una trilogia narrativa, ma sono uniti da temi comuni e da comuni esplorazioni stilistiche. Il tema portante è il dramma personale di alcuni protagonisti "dal cuore d'oro", dramma consumato nonostante le loro buone intenzioni. Tutti e tre i capitoli della trilogia raccontano di un personaggio le cui azioni idealistiche finiscono per condurlo a un destino tragico. Della trilogia fa parte anche l'unico film di Von Trier aderente al Dogma 95 da lui stesso teorizzato. Idioti è infatti anche noto come Dogma #2, a indicare che è il secondo film aderente al manifesto dopo Festen - Festa in famiglia di Thomas Vinterberg. 